# Apteronotus magoi
Apteronotus magoi är en fiskart som beskrevs av De Santana, Castillo och Donald C.Taphorn 2006. Apteronotus magoi ingår i släktet Apteronotus och familjen Apteronotidae. Inga underarter finns listade i Catalogue of Life.